# Saint-Éman
Saint-Éman je naselje in občina v srednjem francoskem departmaju Eure-et-Loir regije Center. Naselje je leta 1999 imelo 143 prebivalcev.

## Geografija
Kraj leži v pokrajini Orléanais 26 km jugozahodno od Chartresa.

## Uprava
Občina Saint-Éman skupaj s sosednjimi občinami Bailleau-le-Pin, Blandainville, La Bourdinière-Saint-Loup, Cernay, Charonville, Les Châtelliers-Notre-Dame, Chauffours, Épeautrolles, Ermenonville-la-Grande, Ermenonville-la-Petite, Illiers-Combray, Luplanté, Magny, Marchéville, Méréglise, Meslay-le-Grenet, Nogent-sur-Eure, Ollé in Sandarville tvori kanton Illiers-Combray s sedežem v Illiers-Combrayu, sestavni del okrožja Chartres.

## Zanimivosti
- cerkev sv. Emanuela iz 16. stoletja;

1. ↑  »Populations légales 2016«. Nacionalni inštitut za statistične in gospodarske raziskave. Pridobljeno 25. aprila 2019.